# Mesečeva ratnica (lik)
Usagi Cukino (engl. Usagi Tsukino) ili Mesečeva ratnica (engl. Sailor Moon), jeste glavni lik serije Mesečeva ratnica. Ona pomoću svojih magičnih moći može da se preobrazi u Mornarku Meseca (engl. Sailor Moon, jap. セーラームーン) i kontroliše moći ljubavi i pravde. Njena uniforma se često monja tokom novih transformacija; na primer, njena uniforma u prvoj transformaciju sadrži plavu i crvenoroze boju, a peta transformacija žutu, crvenu, roze, belu i teget.
Njene transformacije su:
- Moć Mesečeve prizme, make up! (Moon prism power, make up!)
- Moć Mesečevog kristala, make up! (Moon crystal power, make up!)
- Kozmička moć Meseca, make up! (Moon cosmic power, make up!)
- Kriza, ! (Crisis, make up!)
- Moć Mesečeve krize, make up! (Moon crisis power, make up!)
- Večan Mesec, make up! (Moon Eternal. make up!)

Njeni napadi su:
- Akcija Mesečeve tijare!
- Mesečeva upijajuća eskalacija!
- Svetlosni zrak Mesečeve princeze! (Moon princess halation!)
- Mesečev spiralni srcoliki napad (Moon spiral heart attack!)
- Duga bola Mesečevog srca! (Rainbow Moon hert ache!)
- Mesečeva divna meditacija!
- Medeno Mesečev terapični poljubac! (Starlight honeymoon therapy kiss!)
- Poljbac moći kristala srebrnog Meseca! (Silver Moon crystal power kiss!)

## Usagi Cukino
Usagi ima četrnaest godina. Ona je nespretna, plačljiva, voli da jede i spava i često je ranjiva. Usagi kao učenik uopšte ne prolazi dobro zbog njene nemarnosti i neodgovornosti. Bez obzira koliko se Usagi čini kao loša osoba iz gore navedenih osobina, ona poseduje jednu veoma dobru osobinu- ima veliko i čisto srce, dobrodušna je i nikome ne čini zlo. Usagi je rođena 30. juna, ima plave oči, plavu kosu (njena frizura je specifična po dve punđe na vrhu glave iz kojih se protežu dve dugačke kike, zbog toga je Rej, Mamoru i Haruka zovu knedloglava), rak je u horoskopu, omiljen dragulj joj je biser, najviše voli da jede sladoled i tortu, a najmanje šargarepe, omiljene boje su joj bela i roze i želi da postane dama. Usagi živi sa majkom, kućnom domaćicom, Ikuko Cukino, ocem, fotografom, Kendžijem Cukino i mlađim bratom Šingom Cukino. Naoko Takeuči je Usaginu porodicu imenovala i dala osobine kao što je njena prava porodica. Usagi na japanskom znači zec, a Cukino Mesec. Usagi se često svađa sa Rej i Čibijusom, mnogo poštuje Ami i Makoto.

## Mesečeva ratnica

### Anime
Kada, jednoga dana, Usagi upozna Lunu, mačku koja govori, ona joj daruje magični Mesečev broš pomoću koga se Usagi transformaiše u Mesečevu ratnicu. Bez obzira što je ona najmoćnija, Usagi se i u svom drugom obliku ponaša neodgovorno i plašljivo. Često joj pomaže Maskirani smoking (eng. Tuxedo Mask), a kada upozna ostale mornarke ratnice, takođe biva zaštićena od njih. Usagina misija je da nađe mesečevu princezu (princezu Sereniti) koja će pomoću svog kristala pobediti neprijatelje. Ipak, ispostavlja se da je Usagi princeza Sereniti, Mamoru princ zemlje (princ Endimion), a ostale mornarke ratnice zaštitnici princeze Sereniti. Svi oni su imali svoj prošli život u kome su bili, malo pre navedene, osobe. Kada se desio rat između mračnih sila i Meseca, svi su umrli, a majka princeze Sereniti (kraljica Sereniti) je sve umrle prebacila na Zemlju da započnu novi život, bez sećanja na stari i ostala na Mesecu, u uništenom mesečevom kraljevstvu. Usagi kasnije postaje jača i iskusnija, ali nikada ne prestaje da slabi kada su joj prijatelji u nevolji, to joj je jedina slaba tačka.

### Manga
U mangi, Usagi ne menja svoju ličnost i osobine, ali neke stvari u njonom životu se menjaju. Lunu je upoznala na drugačiji način. U animeu ju je spasila od nekoliko male dece, a u mangi je, trčeći u školu, pala na nju. Takođe se vidi da je njena i Mamoruova veza strastvenija. Pritom, Mesečevo kraljevstvo (u kome je Usagi bila princeza) je još uvek u jednom komadu, Luna je zamolila Usagi da tamo ostane i postane Mesečeva kraljica, ali Usagi je to odbila i ostala na Zemlji da se bori. Nešto što je takođe drugačije je Usagina uniforma koja je ponakad drugačija od uniforme iz animea, i Usagina kosa je bela u toku nekih transformacija i kada je princeza Sereniti.

### PGSM
U PGSM-u (skraćeno od Pretty Guardian Sailor Moon— igrani film zasnovan na mangi) Usagi ima braon kosu vezanu u kike dok je normalna četrnaestogodišnjakinja, što joj i pomaže za skrivanje identiteta. Minako Aino je zamenjuje kao princeza Sereniti, a Usagi nju zamenjuje u njenom životu pop idola. Usagi u PGSM-u može da se bori i ima moći kada je princeza Sereniti, ona tada ima slično odelo kao Mornarka Meseca, ali ima i krunu. Usagi je na kraju uništila svet i ostala sama, ali ga je kasnije svojim srebrnim kristalom vratila u normalu.

## Forme i aspekti
Prva pojavljivanja svih njenih formi:
| Oblik                  | Anime  | Manga  | PGSM   |
| ---------------------- | ------ | ------ | ------ |
| Cukino Usagi           | Ep.1   | Pog.1  | Čin 1  |
| Super Meseceva ratnica | Ep.111 | Pog.29 | --     |
| Večna Meseceva ratnica | Ep.172 | Pog.41 | --     |
| Princeza Sereniti      | Ep.33  | Pog.9  | Čin 26 |